# Zwijnaarde
Zwijnaarde är en ort i Belgien.   Den ligger i provinsen Östflandern och regionen Flandern, i den nordvästra delen av landet, 50 km väster om huvudstaden Bryssel. Zwijnaarde ligger 6 meter över havet och antalet invånare är 6 822.
Terrängen runt Zwijnaarde är platt. Runt Zwijnaarde är det tätbefolkat, med 331 invånare per kvadratkilometer.. Närmaste större samhälle är Gent, 5,5 km norr om Zwijnaarde. 
Omgivningarna runt Zwijnaarde är en mosaik av jordbruksmark och naturlig växtlighet.